# 記載印字票

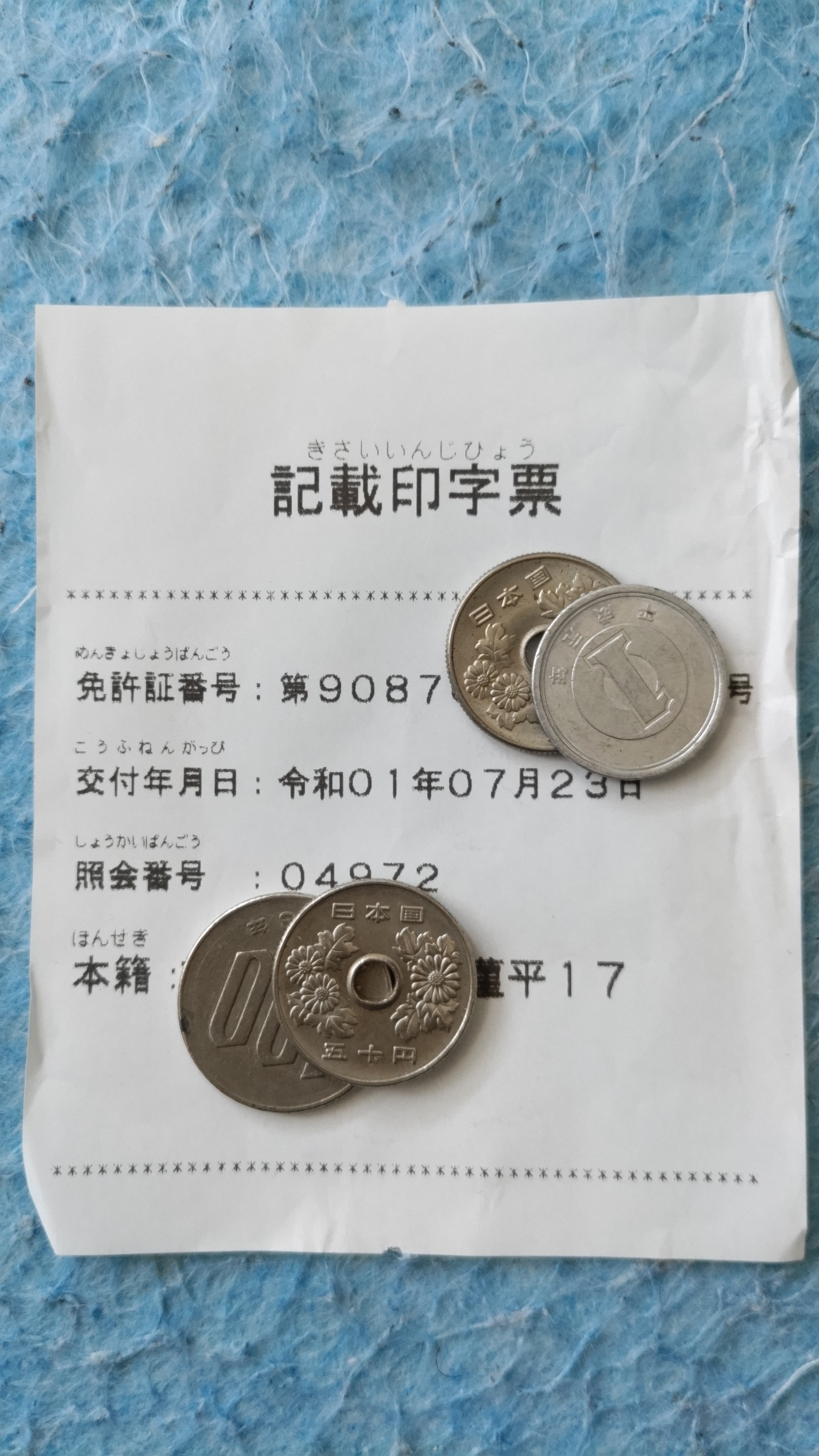
記載印字票の例 2024年 神奈川県警 感熱紙タイプ 縦97mm x 横80mm

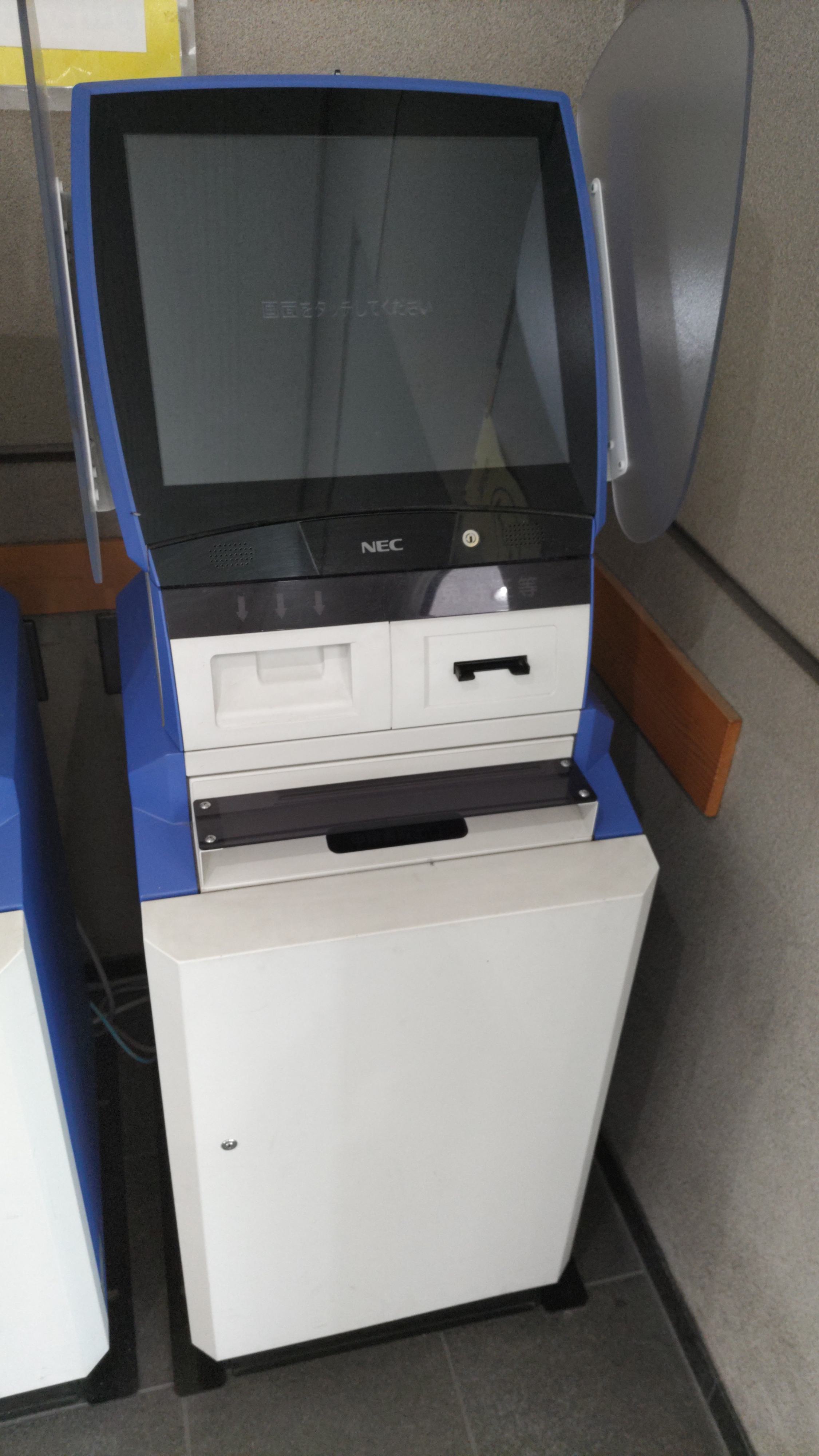
記載印字票印刷装置の例 2024年 神奈川県警 運転免許更新書類作成と兼用

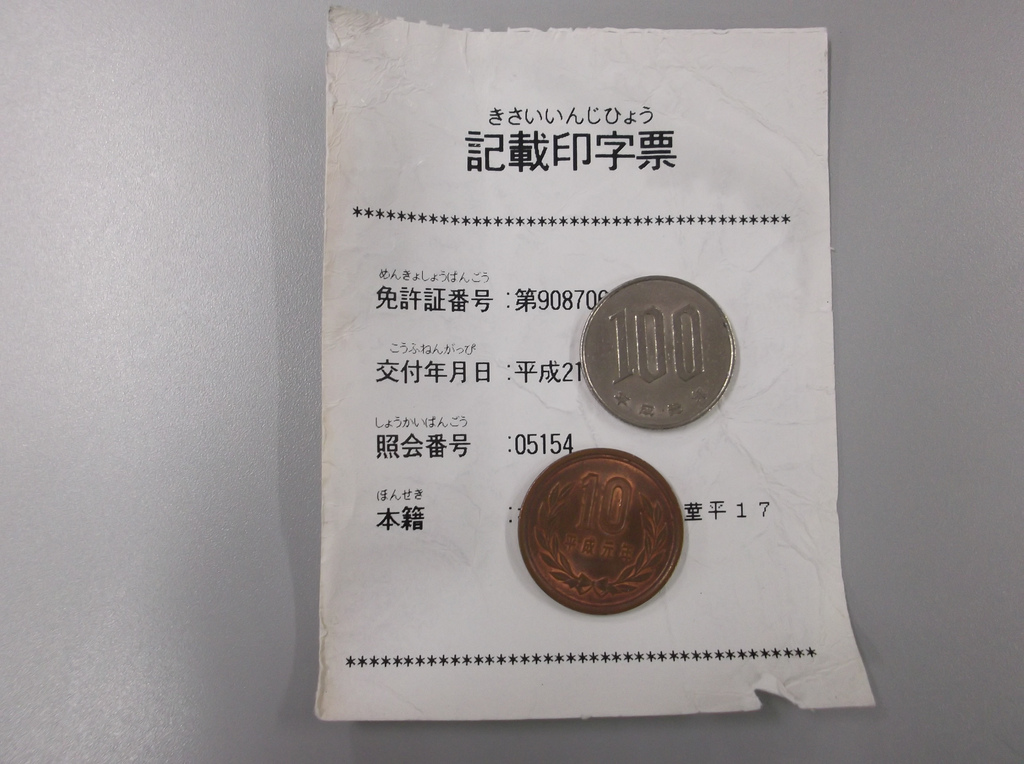
記載印字票の例 2017年 神奈川県警 厚紙タイプ 縦およそ10cm、横およそ7cm

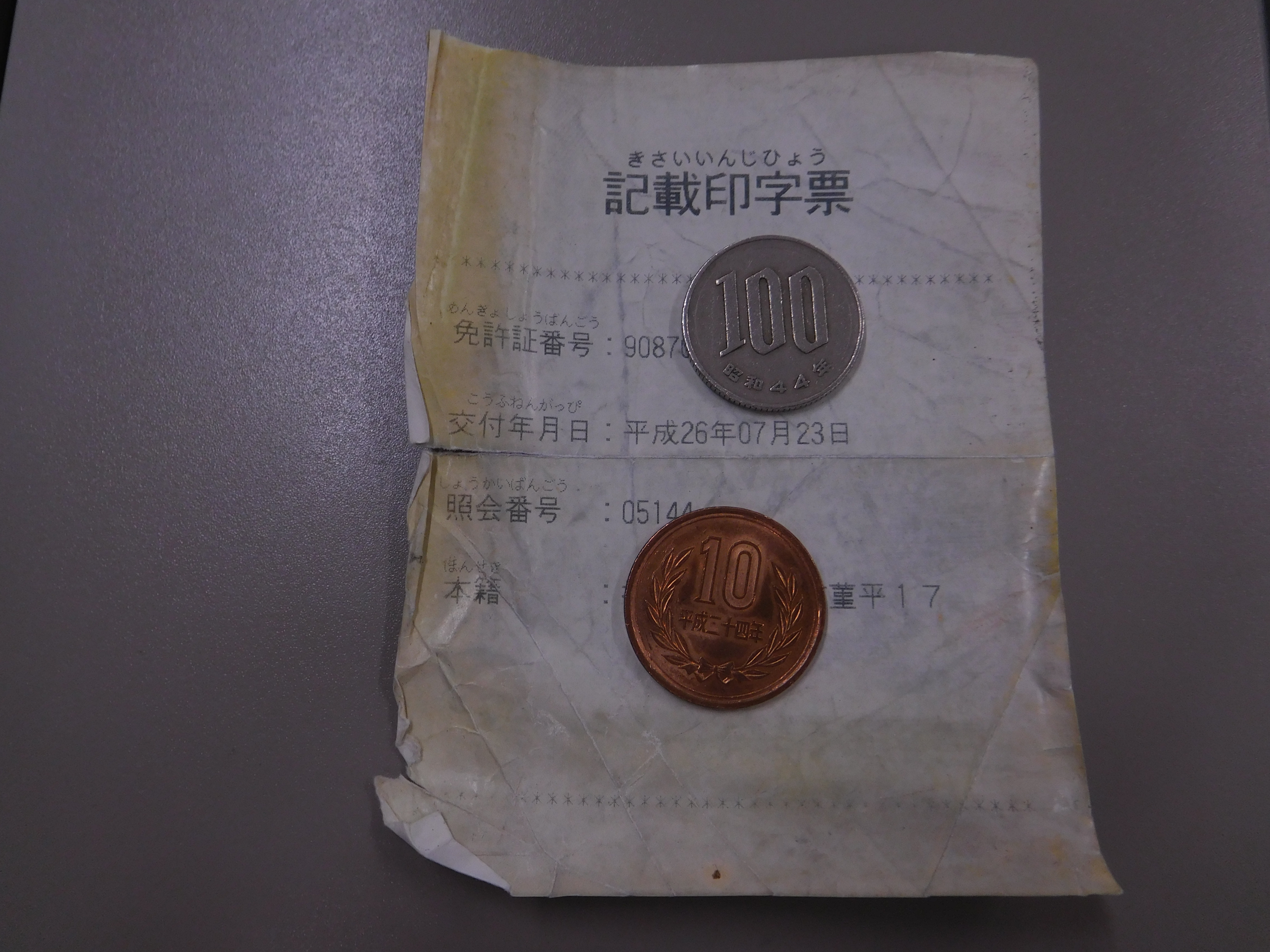
記載印字票の例 2014年 神奈川県警 感熱紙タイプ 縦102mm、横79mm

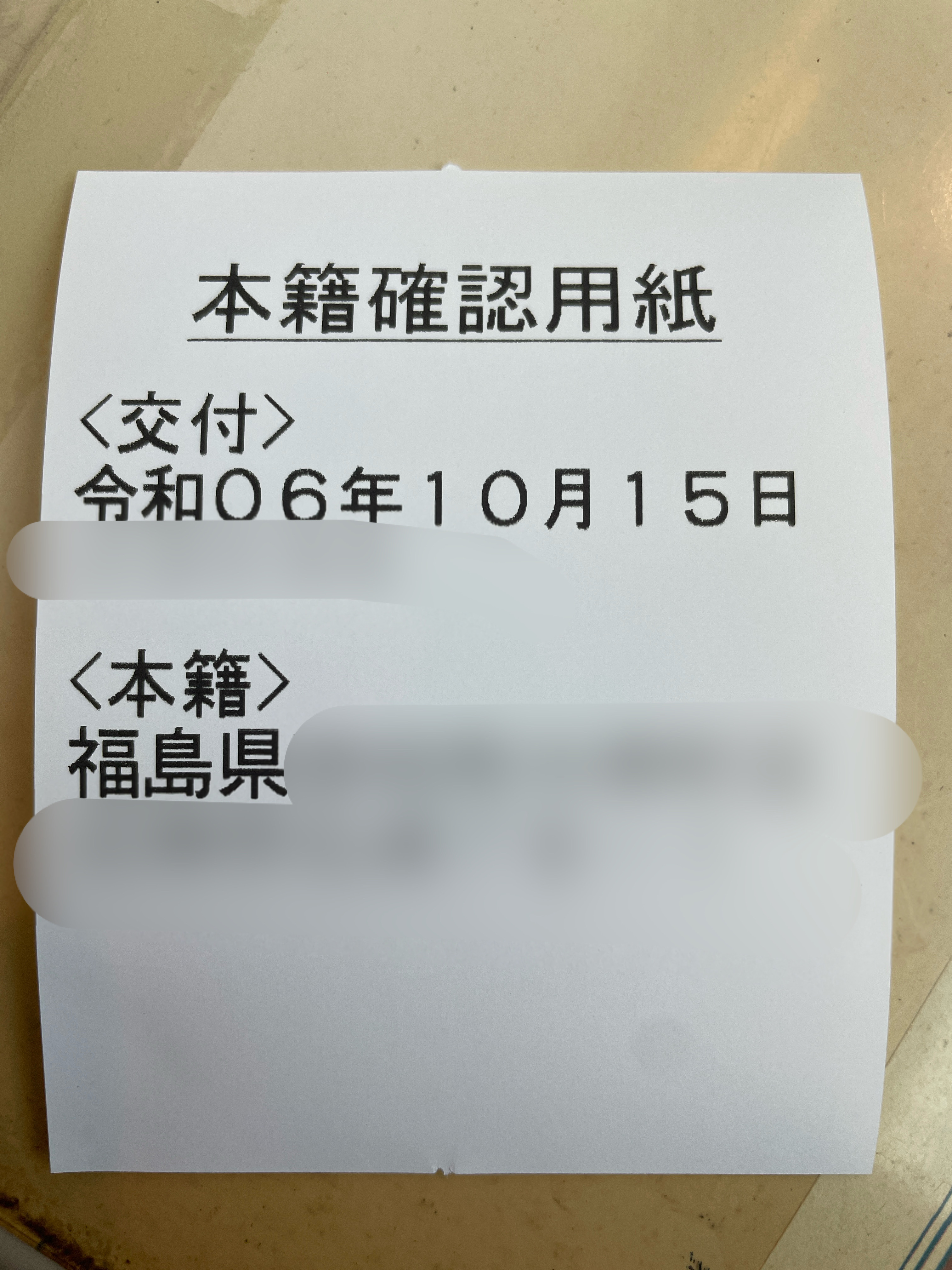
2023年12月より千葉県の免許センター(幕張・流山)で発行される本籍確認用紙(レシートタイプ)。免許証番号等の記載はない。（2024年10月18日撮影）

記載印字票（きさいいんじひょう）とは、ICカード式運転免許証の内部に記録されている本籍を印刷した書類である。

## 概要
ICカード式運転免許証に記録されている本籍の情報を印刷した書類である。ICカード式の運転免許証は本籍の記載が無くなったため、本籍情報が必要な場合の為に導入された。本籍確認用紙と呼称している都道府県がある。
取得するには、専用の発行機械の設置された警察署で、平日の窓口の受付時間内に、専用の発行機械に運転免許証を読み取らせ、さらに運転免許取得時または運転免許更新時に設定した2つの4桁の暗証番号を入力する必要がある。

## 用途
- 既に運転免許を所有していて別の運転免許を取得する場合に、本籍の記載された住民票等の代わりに本籍記載の無い運転免許証及び記載印字票で代用が可能な場合がある[1]。
- 在日米軍の基地一般開放の際に、入場時に本籍記載の運転免許証やパスポートの提示する事が条件とされている場合、本籍記載の無い運転免許証と一緒に提示する事で入場可能だと条件に併記されている場合がある[2][3][4][3][5]。
- 確認する場合は、免許証と記載印字票の免許証番号が一致する事を確認する必要がある。本籍確認用紙で免許証番号が無い場合は交付年月日と照会番号が一致する事を確認する必要がある。

## 米軍施設への入場
- 米海軍厚木基地に同居している海上自衛隊は、米海軍厚木基地への(海上自衛隊絡みの要件の為の)入門には「記載印字票」の記述で無くても本籍の記述があれば平成28年度から運転免許証とのセットで入門可能としているが、その代わりに運転免許証と住民票とのセットは無効となった[6]。
- 米海軍厚木基地は本籍確認用紙や自衛隊隊員証を記載印字票と同等と見なしていない[要出典]。
- 米軍基地によっては、ICカード式の運転免許証をかざす事で本籍確認できるIC免許証記載内容確認装置を入り口に設置する米軍基地もあるが、米海軍厚木基地や米海軍横須賀基地はそのような機械を用意しない[要出典]。
- 米海軍横須賀基地の日米親善よこすかスプリングフェスタ2024では、記載印字票の代わりに本籍確認用紙での入場は可能だった[7]。
- 記載印字票の日付は免許証が交付された日付であり、記載印字票を印刷した日付では無い[8]。本籍確認用紙も同様[8]。ちなみに、2017年4月29日の厚木日米親善春祭りの入場条件は、本籍記載の住民票の場合は発行より3か月以内の条件が付いているが、記載印字票については発行からの日数の条件は無い

## 発行に関して
- 2011年（平成23年）と2016年（平成28年）に神奈川県では発行は無料。他県は未確認。また、平日昼間いつでも発行できるか県によって異なる可能性がある。
- 全ての警察署には発行機械は設置されて無い。
  - 発行機械が設置されている場合は、交通課が所管している。
  - 関西圏の警察署では設置されていない。
    - 免許更新センターへまわされるが、免許更新センターでも発券機は設置されていない。

  - 交通課にはICカード式の運転免許証の本籍情報を読み取る装置が設置されている場合があるが、テキスト情報をA4用紙に印刷してくれても、記載印字票の表記が無いので、記載印字票と認められない可能性がある。
  - 神奈川県では免許を更新した警察署と別の警察署で発行できた事例が有るが、他県で発行できるかは未確認。
  - 県によっては「記載印字票」の表記が無かったり、表記が異なる可能性が指摘されている[3]。例えば本籍確認用紙[8]。
  - 神奈川県で発行された免許証で東京都で操作した場合は本籍確認用紙が発行される[8]。
  - 運転免許証の更新時に貰える場合がある。
- 免許証のパスワードを3回連続して間違えると、読み取りできなくなる[9]。
- 「本人自身が専用端末から呼び出すことができる。」と、厚木基地は厚木市にあると主張する自動車系ライターが書いているが[10]、免許証と暗証番号のみが必要であって、装置の横で顔写真を確認する職員は帯同しておらず、専用端末には本人を確認する顔認証や指紋認証といった機能は無い[8]。

## 各県の状況

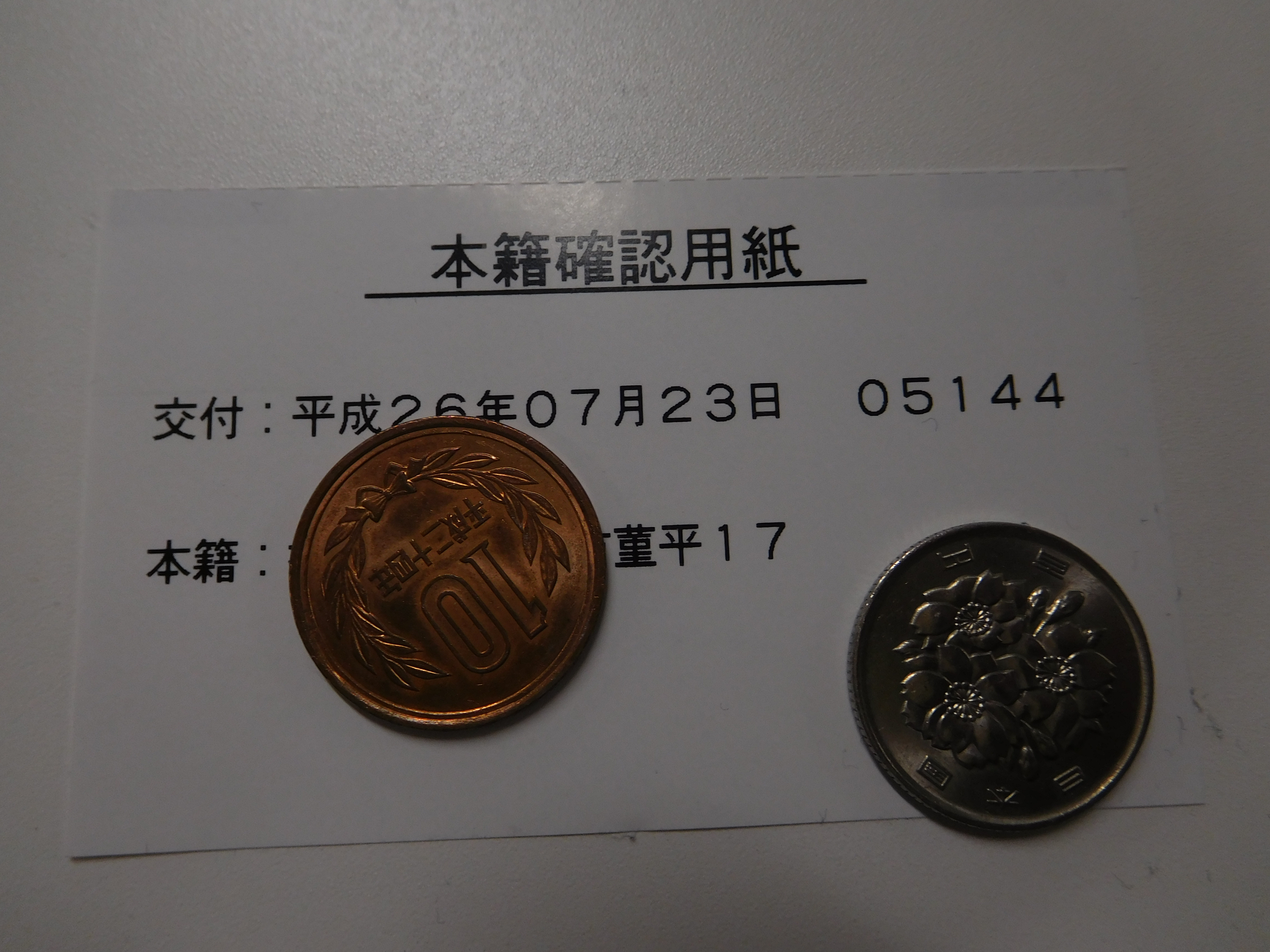
本籍確認用紙の例 東京都 光沢のある厚手の紙タイプ 縦51mm、横83mm 日時と照会番号は上の神奈川県で印刷した記載印字票と同一

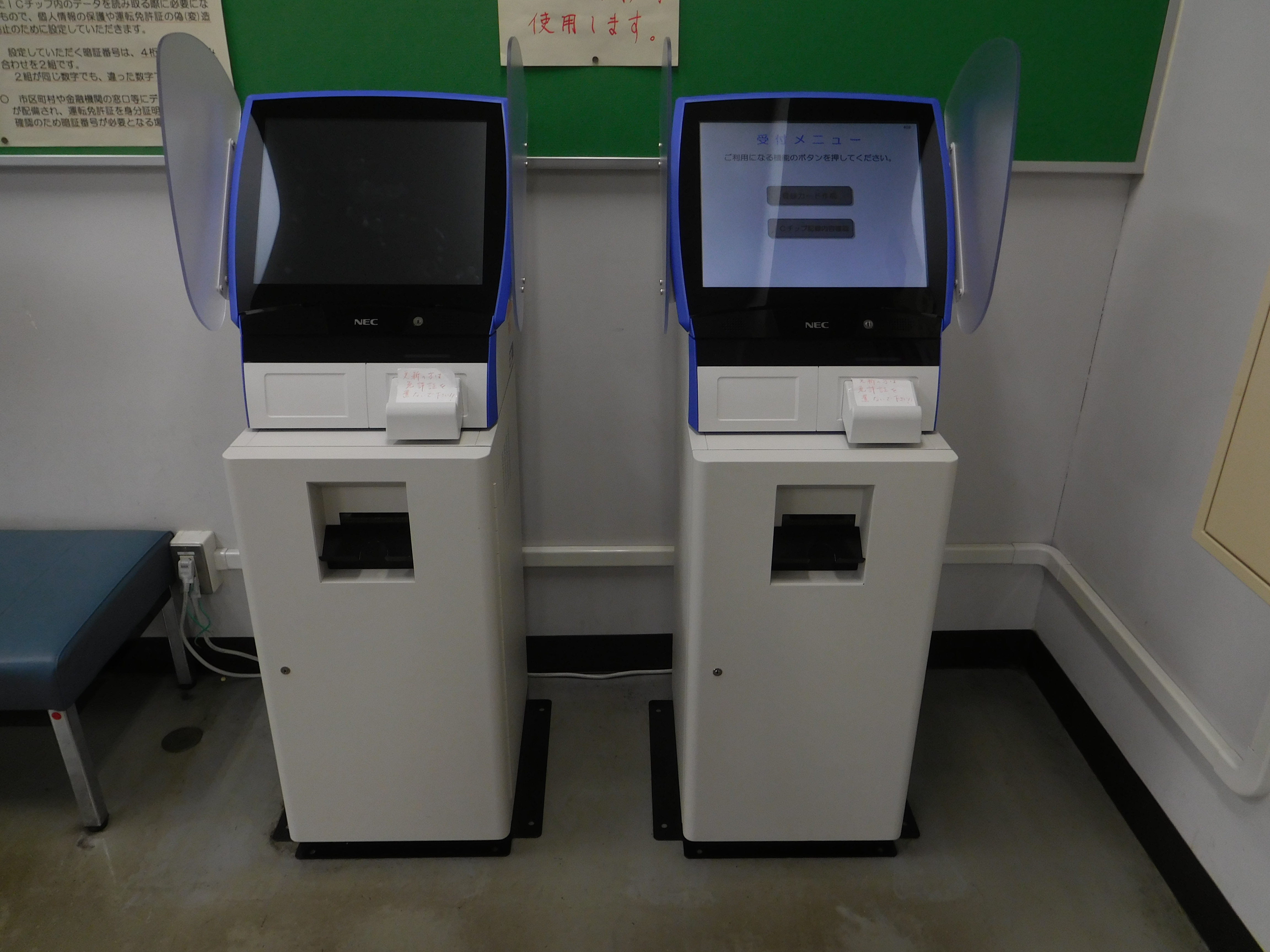
本籍確認用紙発行機の例 東京都 画面の右下にＩＣカード運転免許証を置いて、操作すると画面の10cmほど下から書類が印刷されて出てくる

- 神奈川県 免許証番号、交付年月日、照会番号、本籍が印刷されており、縦およそ10cm、横およそ7cmのレシートに似た形状でレシートより厚い白い紙の場合や、レシートに似た縦長の感熱紙(縦10cm、横8cm)の場合等がある。無料。
- 東京都 交付欄と本籍欄のみの記載で、交付欄に交付年月日と照会番号が記載され、大きさは縦5cm、横8cmで、名称も「本籍確認用紙」となる。島しょ部を除く警視庁管内では、運転免許試験場、運転免許更新センター、運転免許更新業務を行う指定警察署で、平日の開庁時間にのみ発行可能[11]。無料。
- 埼玉県鴻巣市の埼玉県警察運転免許センターでは免許更新時に本籍の印字されたレシートのような紙を渡されるが、「記載印字票」とは記述されてない[12]。
- 栃木県「本籍確認用紙」となる[13]。
- 千葉県 かつては印刷機能が無かったが2023年12月に県内の免許センター(幕張、流山)に免許更新時に使用する機械(NEC製)にて「本籍確認用紙」の発行が可能となった。
- 北海道「本籍確認用紙」となる[14]。免許センターで発行される[15]。
- 石川県 レシートのような紙に印字され「通知カード」となる[16]。交付年月日、照会番号、暗証番号1、暗証番号2、本籍が印字されている。
- 三重県「記載印字票」は入手不可[17]。
- 滋賀県「本籍確認用紙」となる[18]。
- 兵庫県「本籍確認用紙」となる[19]。
- 香川県「本籍確認用紙」となる[20]。
- 福岡県「本籍確認用紙」となる[21]。
- 宮崎県「本籍確認用紙」となる[22]。
- 上記以外の府県は出典が未だ確認できて無いだけであり、発行していない事はあくまでも未確認。

## その他
- 印字記載票と誤用される場合がある[23]。